# Mont Colombier
Ne doit pas être confondu avec Grand Colombier (Ain).
Pour les articles homonymes, voir Grand Colombier.
Le mont Colombier, parfois Grand Colombier ou Colombier d'Aillon, est un sommet du massif des Bauges culminant à 2 045 mètres d'altitude, sur les communes d'Aillon-le-Vieux, Aillon-le-Jeune, École et La Compôte, dans le département français de la Savoie.

## Toponymie

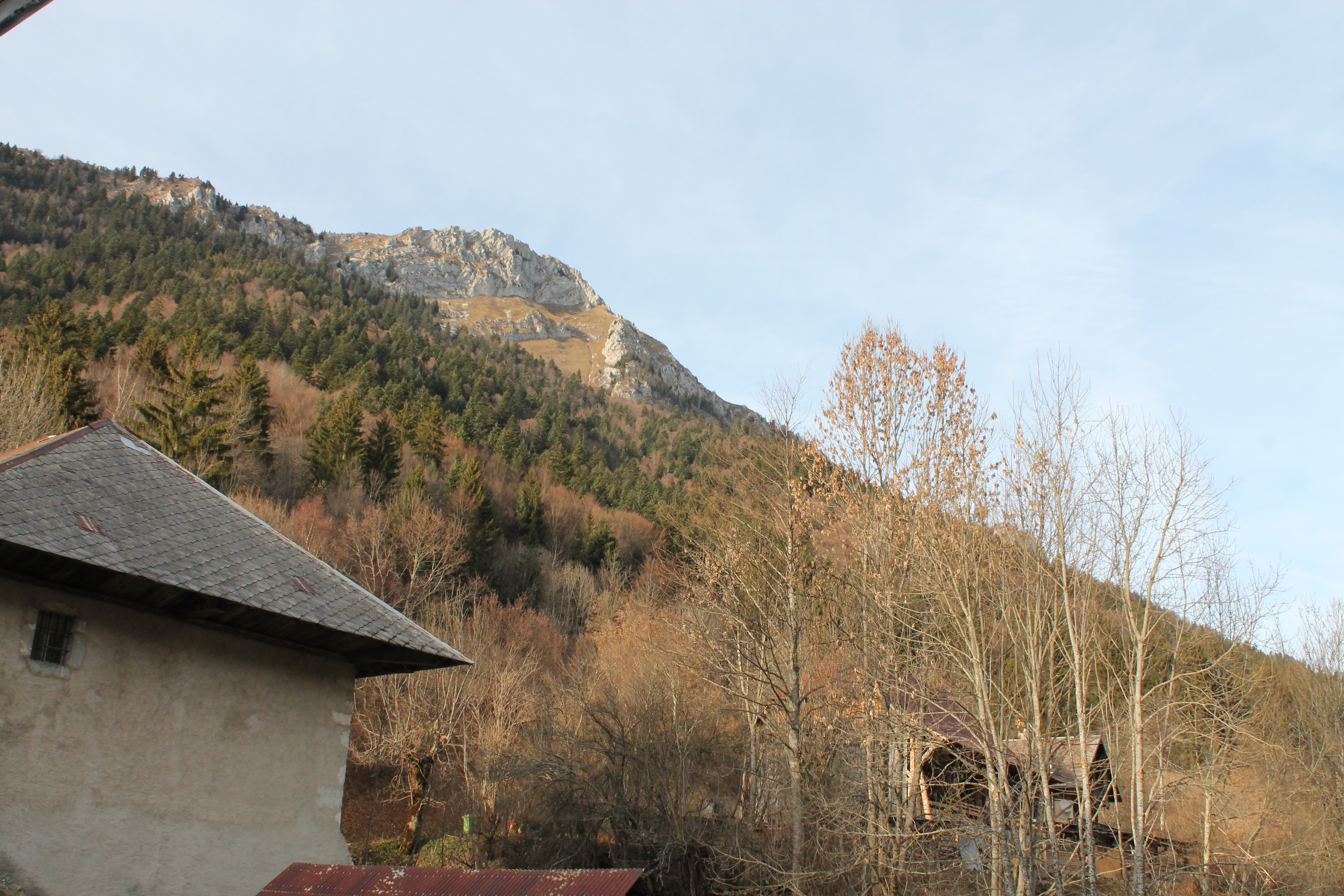
Roc de Pra Renard (1850 m, à gauche), pointe sud du chaînon du Colombier, depuis la chartreuse d'Aillon.

Le Colombier désigne un endroit élevé, correspondant à l'origine au lieu où « perchent les colombs [colombes] ou pigeons »,. Le mont est mentionné en 1585, Rupes montis Rossane que vocatur Colombarium.

## Géologie
Le sommet du mont Colombier constitue un synclinal perché, le synclinal du Colombier, dont le cœur est constitué de marnes calcaires du Sénonien et encadré par deux crêts de calcaire urgonien. Les affleurements sénoniens sont délimités par deux failles extensives secondaires, la faille du Colombier et la faille de Rossanaz, qui sont parallèles et disposées symétriquement de part et d'autre du synclinal. Ces deux failles délimitent un graben que parcourt en long l'axe du synclinal.